# ISO 3166-2:MM
ISO 3166-2:MM is een ISO-standaard met betrekking tot de zogenaamde geocodes. Het is een subset van de ISO 3166-2 tabel, die specifiek betrekking heeft op Myanmar. 
De gegevens werden tot op 26 november 2018 geüpdatet op het ISO Online Browsing Platform (OBP). Hier worden 7 regio’s - region (en) / région (fr) / taing (my) –, 7 staten - state (en) / État (fr) / pyinè (my) – en 1 Unie-territorium - union territory (en) / territoire de l'Union (fr) - gedefinieerd.
Volgens de eerste set, ISO 3166-1, staat MM voor Myanmar, het tweede gedeelte is een tweecijferig nummer.

## Codes
| Code  | Naam        | Categorie        |
| ----- | ----------- | ---------------- |
| MM-07 | Ayeyarwady  | regio            |
| MM-02 | Bago        | regio            |
| MM-14 | Chin        | staat            |
| MM-11 | Kachin      | staat            |
| MM-12 | Kayah       | staat            |
| MM-13 | Kayin       | staat            |
| MM-03 | Magway      | regio            |
| MM-04 | Mandalay    | regio            |
| MM-15 | Mon         | staat            |
| MM-18 | Naypyidaw   | Unie-territorium |
| MM-16 | Rakhine     | staat            |
| MM-01 | Sagaing     | regio            |
| MM-17 | Shan        | staat            |
| MM-05 | Tanintharyi | regio            |
| MM-06 | Yangon      | regio            |